# 日本共産党中央委員会付属社会科学研究所
日本共産党中央委員会付属社会科学研究所（にほんきょうさんとうちゅうおういいんかいふぞくしゃかいかがくけんきゅうじょ）は、日本共産党中央委員会の社会科学理論の研究機関である。
新日本出版社が発行する資本論の翻訳はこの研究所が主体となって行われた。

## 沿革
- 1970年12月25日：党書記局、「日本共産党中央委員会付属社会科学研究所の設立について」を発表[1][2]
- 1972年7月9-12日：党創立五十周年記念国際理論会議を主催、資本主義国8か国の党代表・オブザーバーが参加[3][4]
- 1975年9月6-8日：理論・政策問題についての会議を主催[5]
- 1982年7月25日：当研究所監修カール・マルクス『資本論』刊行開始（1989年9月20日新書版全13巻完結[6]、1997年合冊）
- 1988年10月24日-11月4日：当研究所代表団（団長・宇野三郎所長）、ソビエト連邦共産党中央委員会付属マルクス・レーニン主義研究所との意見交換のため訪ソ、ミハイル・ゴルバチョフ･ソビエト連邦共産党書記長の「新思考」などを批判[7]。

## 歴代スタッフ
- 1985年11月-1994年7月 所長宇野三郎
- 2000年11月27日 -　所長田代忠利[8]
- 2004年1月20日 -　事務局長長久理嗣[9]
- 2004年9月21日 -　所長不破哲三、幹事足立正恒・緒方靖夫・可知正・小池晃・友寄英隆・盛美彰・山口富男、事務局長長久理嗣、事務局次長小野秀明[10]
- 2010年1月 -　所長不破哲三、副所長山口富男、幹事10名、事務局長小野秀明[11]
- 2024年1月 - 所長山口富男

### 研究員経験者
不定期で常勤（研究所職員として研究に従事）・非常勤（他の職務に在職のまま研究活動を行なう）の研究員を募集する事もあり、募集の際は、告知がしんぶん赤旗に掲載される。
- 工藤晃
- 宮本岳志[12]

## 事業
同党規約第21条は、「中央委員会は、党大会決定の実行に責任をおい、主としてつぎのことをおこなう。」「（五）科学的社会主義にもとづく党の理論活動をすすめる。」と定めている。「マルクスはもちろん、日本や世界のことなど、共産党の活動でぶつかる理論問題のすべてが守備範囲」としている。
定期刊行物は公刊されておらず、以下の書籍を編集・監修している。
- 編集『科学的社会主義の150年と日本共産党』新日本出版社、1990年9月
- 編集『憲法の原点 : 論評と資料』新日本出版社、1993年5月
- 監修 カール・マルクス著、資本論翻訳委員会訳『資本論』新日本出版社、1997年12月

『憲法の原点 : 論評と資料』では、日本共産党が提案した「日本人民共和国憲法草案」(1946年6月29日発表)が「日本共産党憲法草案」という題名にかえて収録されている。題名がかわっている理由は説明されていない。
不破は、2009年5月の中国共産党との理論会談、福島第一原子力発電所事故を反映した2011年5月の「科学の目」で原発災害を考えるなど講演や論文を多数行っている。